# Nowe Fakty Kaliskie
„Nowe Fakty Kaliskie” – tygodnik regionalny wydawany w formie tabloidu; ukazywał się w nakładzie 7 000 egzemplarzy na terenie Kalisza, powiatu kaliskiego, Nowych Skalmierzyc (powiat ostrowski) i Gołuchowa (powiat pleszewski). Ostatni numer tygodnika ukazał się 30 stycznia 2001. Tytuł zamknięto z uwagi na malejącą sprzedaż.
Redaktor naczelną „Nowych Faktów Kaliskich” była Anna Miklas-Pęcherz.